# Jüdisches Viertel Tučapy u Soběslavi

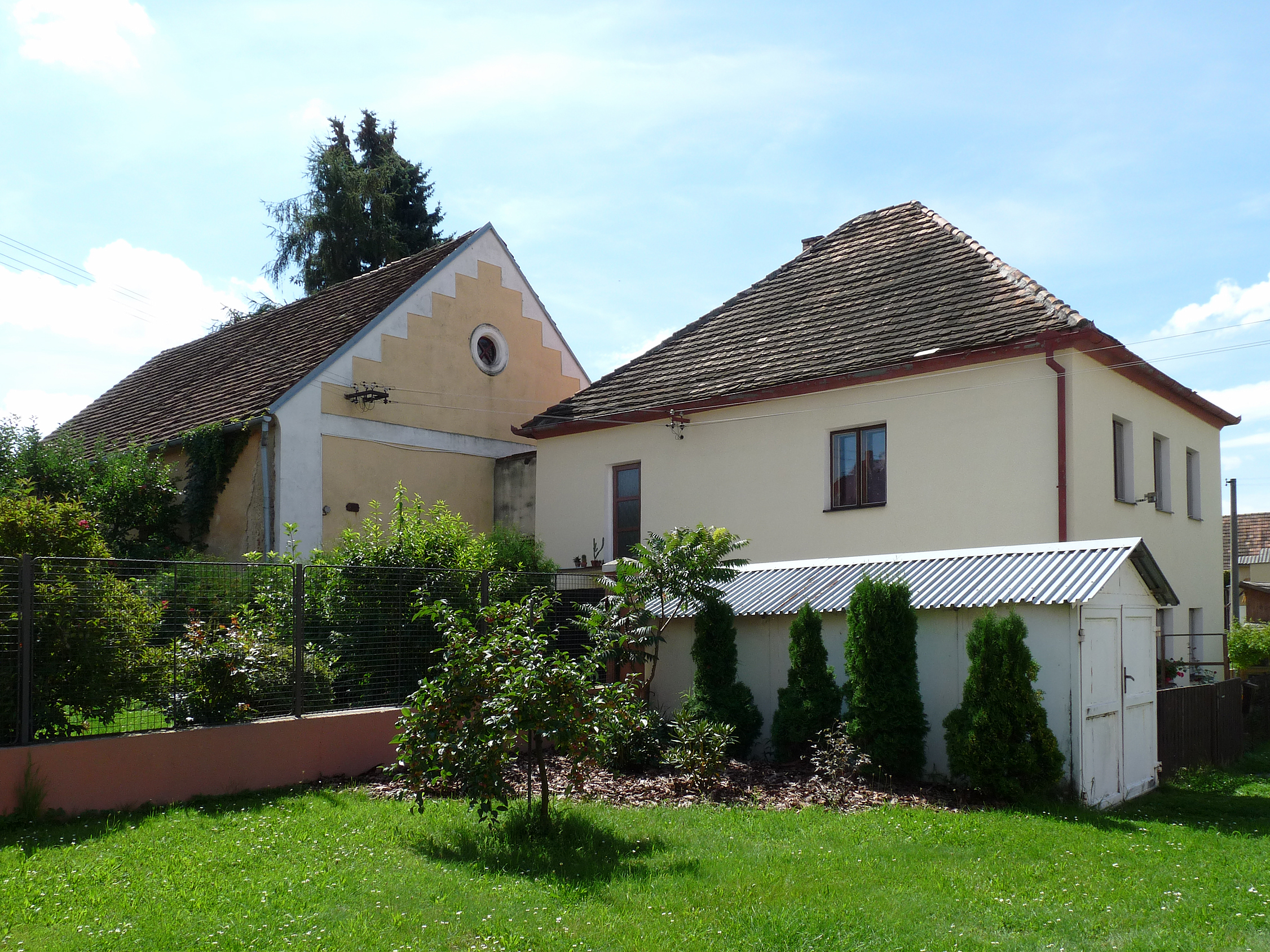
Jüdische Schule in Tučapy; links im Hintergrund die ehemalige Synagoge

Das jüdische Viertel in Tučapy u Soběslavi (deutsch Tutschap), einer Gemeinde im Bezirk Okres Tábor der Region Jihočeský kraj in Tschechien, bestand aus zwei Teilen, voneinander getrennt durch den Dorfteich (heute nicht mehr vorhanden).
Um 1830 bestand das Viertel aus neun Wohnhäusern, der Synagoge, der Schule und dem Haus des Rabbiners, sämtliche im nördlichen Teil des Viertels, im südlichen Teil waren es 13 Wohnhäuser und ein Krankenhaus. Die meist einstöckigen Wohnhäuser sind bis heute erhalten geblieben, wenngleich nicht im Originalzustand.
In der Schule, in der 1779 der Unterricht aufgenommen wurde, befand sich im oberen Geschoss ein Gebetssaal, der nach dem Bau der Synagoge (1. Hälfte des 19. Jahrhunderts) etwa 1881 aufgelöst wurde. In der Schule befand sich eine Wohnung für den Lehrer (bzw. für andere Beschäftigte der jüdischen Gemeinschaft). Die Schule ist denkmalgeschützt.